# Сквер Т. Масарика
Сквер Т. Маса́рика — парк-пам'ятка садово-паркового мистецтва місцевого значення в Україні. Розташований у місті Ужгороді Закарпатської області, на набережній Незалежності, біля моста ім. Т. Масарика. 
Площа 0,57 га. Статус надано згідно з рішенням Закарпатської облради від 16.11.2012 року, № 554. Перебуває у віданні Ужгородської міської ради. 
Статус надано з метою збереження скверу з насадженнями цінних видів дерев і кущів. 